# Chikkabasur, Honnali
Chikkabasur là một làng thuộc tehsil Honnali, huyện Davanagere, bang Karnataka, Ấn Độ.